# Ponty

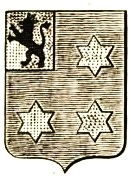
Wapen van de familie Ponty

Ponty of De Ponty was een familie van Zuid-Nederlandse adel.
De familie de Ponty is in 1870 uitgedoofd.

## Geschiedenis
In 1627 werd Philippe de Ponty tot ridder geslagen door koning Filips IV. In 1650 werd zijn zoon Jean-Philippe de Ponty tot ridder geslagen.
In 1717 werd de heerlijkheid Hingeon verheven tot baron ten voordele van Jean-Philippe de Ponty. In 1750 verkregen de broers Henry en Eustache de Ponty de titel baron, overdraagbaar bij eerstgeboorte.
In 1753 werd de titel graaf toegekend door keizerin Maria Theresia aan Charles de Ponty, baron van Hingeon.

## Philippe de Ponty de Suarlée
Philippe François Joseph de Ponty de Suarlée (Temploux, 23 augustus 1741 - Namen, 17 maart 1824), in het ancien régime heer van Suarlée en Temploux, lid van de Tweede stand (état noble), van de provincie Namen en burgemeester van Namen, was een zoon van baron Henri de Ponty (hierboven vernoemd) en van Marie-Françoise de Ponty.
Hij trouwde in 1761 met Marie-Josèphe de Marotte de Montigny en ze kregen zeven kinderen.
In 1816, ten tijde van het Verenigd Koninkrijk der Nederlanden, werd hij erkend in de erfelijke adel met de titel baron, overdraagbaar bij eerstgeboorte en benoeming tot lid van de Ridderschap van de provincie Namen.
Hoewel in algemene regel deze erkenning ook meteen voor alle kinderen van de erkende edelman gold, werden uitzonderlijk de twee in leven zijnde zonen van Philippe afzonderlijk erkend, samen met de vader.

## Philippe Louis de Ponty de Suarlée
Philippe François Louis de Ponty de Suarlée (Namen, 13 januari 1765 - Suarlée, 18 december 1826), officier in Oostenrijkse dienst, werd in 1816 samen met zijn vader en zijn broer erkend in de erfelijke adel met de titel baron, overdraagbaar bij eerstgeboorte, en benoeming in de Ridderschap van Namen.
Hij trouwde in 1810 met Rose Desmanet de Biesme (1782-1846), dochter van burggraaf Charles Desmanet de Biesme. Ze kregen twee dochters.

## Charles Frédéric de Ponty
Charles Marie Frédéric de Ponty (Namen, 8 november 1768 - 25 januari 1835) werd in 1816 samen met zijn vader en zijn broer erkend in de erfelijke adel met de titel baron, overdraagbaar bij eerstgeboorte en benoeming in de Ridderschap van Namen.
Hij trouwde in 1808 met Catherine Detraux (1770-1855). Ze bleven kinderloos.